# Theodor Wåhlin
Theodor Wåhlin (16. december 1864 – 10. januar 1948) var en svensk arkitekt og fil.dr.
Theodor Wåhlin blev uddannet på Chalmers i Göteborg og Kungliga Akademien för de fria konsterna i Stockholm. Han åbnede sin egen tegnestue i Malmø i 1890'erne, men flyttede nogle år senere til Lund, hvor han var tilsynsførende arkitekt for Lund Domkirke fra 1902 til sin død.
Wåhlins virke var mangesidigt og omfattede alt fra boligejendomme og forretninger til universiteter og offentlige bygninger. Han var også restaureringsarkitekt og har, i pagt med tidens ånd, gennemført tilbageføringer af landsbykirker til et middelalderligt udseende. Han har desuden tegnet stationerne langs Vellinge-Skanör-Falsterbo Jernbane. Han fik opgaven med at tegne den svenske menigheds kirke i København ved Kastellet, Gustavskirken.
I starten af sin karriere brugte han historicismens eklektiske former, men senere blev han påvirket af jugendstilen og nationalromantikken. Til slut arbejdede han i nyklassicismens strenge formsprog.
Theodor Wåhlin var bror til Karl Wåhlin, stifter af kulturtidsskriftet Ord&Bild. Wåhlin er begravet på Norra kyrkogården i Lund.

## Udvalgte værker
- Kürzels spinderifabrik (de ældsta dele), Ystadgatan, Malmø (1895)
- Hultmans tidligere chokoladefabrik, Baltzarsgatan, Malmø (1897)
- Hippodromen i Malmø (1898-1899)
- Hotel Temperance, Malmø (1900)
- Tinghus (i dag Pauli forsamlingshus) Kungsgatan, Malmø (1902)
- Malmø børnehjem (del af Pildammsskolen) Rådmansgatan, Malmø (1902)
- Gumløse Kirke (1904-06, ombygning)
- Hanna Kirke (1903-27, ombygning)
- Østre Ingelstads Kirke (1902-13, ombygning)
- Øvreby Kirke (1902-09, ombygning)
- Restaurering af Sankt Petri Kirke Malmø (1904-06, 1913)
- Restaurering af Sankt Maria Kirke, Åhus (1905)
- Lundautställningens officielle bygninger (1906-07)
- Vallkärra Kirke (1906-07, ombygning)
- Annedalskirken, Göteborg (1908)
- Gustavskirken ved Kastellet, Folke Bernadottes Allé, København (1908-1911)
- Frimurarehotellet, Linköping (1910-12)
- Botaniska museet i Lund (1912)
- Zoologiska museet i Lund (1912)
- Valleberga Kirke (1908-1911, ombygning)
- Sireköpinge Kirke (1914-18, ombygning)
- Apoteket Svanen, Lund (1920, portal)
- Stadsparkscaféen i Lund (1922)
- Snårestad Kirke (1924)
- Domkapitelhuset i Lund (1927)
- Kirseberg Kirke (1927)
- Den gl. brandstation i Lund (1929)